# 메스나
메스나(Mesna)는 상품명 메스넥스(Mesnex) 등으로 판매되는 의약품으로, 시클로포스파미드나 이포스파마이드를 복용하는 사람에게 방광 출혈의 위험을 줄이기 위해 사용된다. 경구 투여 또는 정맥 주입으로 사용된다.
흔한 부작용으로는 두통, 구토, 졸음, 식욕 부진, 기침, 발진, 관절통 등이 있다. 심각한 부작용으로는 알레르기 반응이 있다. 임신 중 사용은 아기에게 안전한 것으로 보이지만, 이에 대한 연구는 충분하지 않다. 메스나는 유기황 화합물이다. 소변에 있는 시클로포스파미드와 이포스파마이드의 분해 산물을 변형시켜 독성을 줄이는 방식으로 작용한다.
메스나는 1988년에 미국에서 의료용으로 승인되었다. 이는 세계보건기구 필수 의약품 목록에 포함되어 있다.

## 의학적 용도

### 화학요법 보조제
메스나는 환자가 암 화학요법을 위해 이포스파마이드 또는 시클로포스파미드를 투여받을 때 출혈성 방광염 및 혈뇨의 발생률을 줄이기 위해 치료 목적으로 사용된다. 이 두 가지 항암제는 생체 내에서 아크롤레인과 같은 비뇨기 독성 대사물질로 전환될 수 있다.
메스나는 설프하이드릴 기가 아크롤레인과 같은 α,β-불포화 카보닐 함유 화합물과 반응하여 이러한 대사물질을 해독하는 데 도움을 준다. 이 반응은 마이클 첨가 반응으로 알려져 있다. 메스나는 또한 시스테인의 소변 배출을 증가시킨다.

### 기타
북미 이외 지역에서는 메스나가 아세틸시스테인과 동일한 방식으로 작용하는 점액 용해제로도 사용된다. 이 효능으로 미스타브론(Mistabron) 및 미스타브론코(Mistabronco)라는 상품명으로 판매된다.

## 투여
정맥 주사 또는 경구 투여(입으로)된다. 정맥 주사 메스나 주입은 정맥 주사 이포스파마이드와 함께 투여되며, 경구 메스나는 경구 시클로포스파미드와 함께 투여된다. 생체 이용률 문제 때문에 경구 투여량은 정맥 주사(IV) 메스나 용량의 두 배여야 한다. 경구 제제는 환자가 모든 정맥 주사 메스나 주입을 위해 4~5일 동안 병원에 머무르는 대신 더 빨리 퇴원할 수 있게 해준다.

## 작용 기전
메스나는 화학요법 투여 후 형성될 수 있는 비뇨기 독성 화합물의 독성을 감소시킨다. 메스나는 항산화 특성이 있는 수용성 화합물이며, 화학요법제 시클로포스파미드 및 이포스파마이드와 함께 투여된다. 메스나는 화학요법 투여 후 아크롤레인이 축적되는 방광에 집중되며, 마이클 첨가 반응을 통해 아크롤레인 및 기타 비뇨기 독성 대사물질과 접합체를 형성한다. 이 접합 반응은 비뇨기 독성 화합물을 무해한 대사물질로 불활성화시킨다. 그런 다음 대사물질은 소변으로 배출된다.

## 명칭
백스터에서 유로미텍산(Uromitexan)과 메스넥스(Mesnex)라는 상품명으로 판매한다. 물질의 이름은 2-mercaptoethane sulfonate Na의 약어이다(Na는 나트륨의 화학 기호).

## 같이 보기
- 조효소 M - 메탄 생성 세균이 사용하는 동일한 구조의 조효소